# Hubîn Perșîi, Horohiv
Hubîn Perșîi (în ucraineană Губин Перший) este localitatea de reședință a comunei Hubîn Perșîi din raionul Horohiv, regiunea Volînia, Ucraina.

## Demografie
Componența lingvistică a localității Hubîn Perșîi
     Ucraineană (99,78%)
Conform recensământului din 2001, majoritatea populației localității Hubîn Perșîi era vorbitoare de ucraineană (99,78%), existând în minoritate și vorbitori de alte limbi.